# Franz Paul Glass

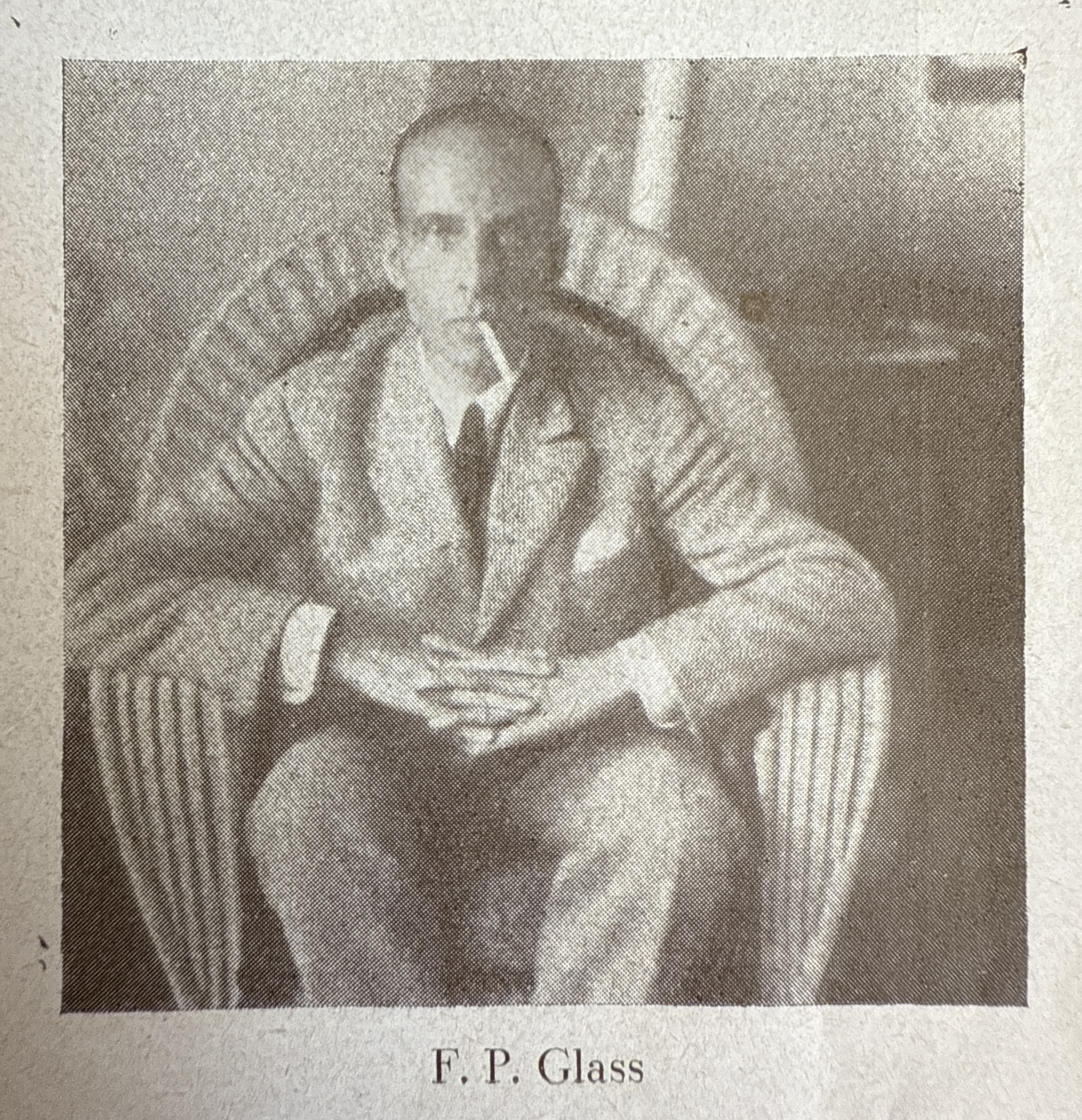
Foto von Franz Paul Glass - Gebrauchsgraphik international advertising art 1924

Franz Paul Glass, gelegentlich Glaß geschrieben (* 17. Mai 1886 in München; † 15. Februar 1964 ebenda), war ein deutscher Gebrauchsgrafiker, Maler, Illustrator und Schriftgestalter.

## Leben
Franz Glass wuchs als Sohn des gleichnamigen Konditors und Hoflieferanten und dessen Ehefrau Marie, geb. Prem, in München auf. Im Schuljahr 1897/98 besuchte er die 1. Klasse des Münchner Maximiliansgymnasiums, wurde nicht versetzt und trat aus. Von 1906 bis 1910 studierte er an der Kunstgewerbeschule München Figurenzeichnen und Dekoratives Malen bei Julius Diez, Technisches Zeichnen, Geometrie, Projektionslehre und Perspektive bei Max Kleiber (1850–1925), Ornament- und Naturzeichnen bei Hans Wolf (1839–1912) und Adelbert Niemeyer, nahm am „Abendakt“ bei Alois Erdelt (1851–1911) teil und hörte Vorlesungen in Kunstgeschichte und Stillehre bei Ernst Wilhelm Bredt, Hans Cornelius und Walter Riezler. Von 1909 bis 1910 hielt er sich in Italien auf. Anschließend ließ er sich als selbstständiger Maler, Grafiker, Reklamedesigner und Innenarchitekt in München nieder. 1925 heiratete er in München Maria Altmann, die Tochter eines Fußbodenlegers. Glass verstarb nach kurzer Krankheit; sein Grab auf dem Münchner Nordfriedhof wurde 1995 aufgelassen.

## Künstlergruppe „Die Sechs“
1914 gründete Glass mit Valentin Zietara, Friedrich Heubner, Carl Moos, Emil Preetorius, Max Schwarzer die Künstlergruppe „Die Sechs“ und gehörte auch der 1924 gegründeten zweiten Formation dieser Gruppe an.
„Die Sechs“ wurde vor allen Dingen gegründet, um ein effektives Gegengewicht zu den dominierenden Markaktivitäten eines Ludwig Hohlbein zu bilden. Die Geschäftsidee dieser Gruppe bestand darin, einem Kunden zu einem bestimmten Festpreis jeweils sechs vollwertig erarbeitete Werbemaßnahmen zur Verfügung zu stellen, die er dann bei Bedarf auch alle einsetzen durfte. Dieser Mehrwert für den Auftraggeber stellte ein Wettbewerbsvorteil dar.
Glass war außerdem Mitglied der Deutschen Gesellschaft für Christliche Kunst, der Münchner Künstlervereinigung „Der Bund“ (MKVB), der „Münchner Künstlergenossenschaft“, des Münchner Kunstvereins, des „Reichsverband bildender Künstler Deutschlands“ sowie der „Tagung für christliche Kunst München“. 1922 gehörte er dem Künstlerausschuss der Deutschen Gewerbeschau München an.

## Werbeaktivitäten (Auswahl)
Glass entwarf Ausstellungs- und Werbeplakate, unter anderem für die Vereinigung Münchner Plakatkünstler „Die Sechs“ (1914), Luxus Automobilgesellschaft Dion Monopol (1907), Deutsche Brauereiausstellung München (1909), Alte Hausmusik – XIII. Deutsches Sänger-Bundesfest München (1912), Vergnügungspark Ausstellung (1914), A.D.A.C. – Kostüm Ball (1920), Sektkellerei Karl Schwarz, Bad Kreuznach: Haus-Marke Kloster Gold (um 1921), Deutsche Konditorei-Fachausstellung (1921), Fumaro Tabak-Gesellschaft mbH München (um 1925), Das Bayerische Handwerk (1927), Das Fest in Reklamien – Eine Nacht am Broadway, (1929), und Fördert den Luftsport (1933), sowie zahlreiche Reklamemarken für u. a. Löwenbräu München, das Kaufhaus Philipp Mendelson München, Grathwohl Zigaretten München (um 1920), Franz Kathreiners Nachfolger München oder E. Feuchtwanger, Margarine-Werke München.

## Briefmarken und Notgeld
Nachdem er einen der vier ersten Preise des entsprechenden Wettbewerbs gewonnen hatte, lieferte Glass 1919 Entwürfe zu einigen Werten der sogenannten Abschiedsserie, der letzten Briefmarken-Ausgabe der Bayerischen Post vom 1. April 1920. Die Postwertzeichen gewannen bei der Bevölkerung eine derartige Popularität, dass sich ein Scherzname für die auf ihnen abgebildete Frauenfigur etablierte: „Brillantenliesl“.
1921 gestaltete er die Notgeld-Weihnachtsserie der Stadt Kahla.

## Anti-Hitler-Plakat Reichspräsidentenwahl 1932
1928 lebte Glass in München-Schwabing in der Kaulbachstraße 90 und war zu dem Zeitpunkt Vorsitzender der Landesgruppe Bayern des Bundes Deutscher Gebrauchsgrafiker. Zur Wahl des Reichspräsidenten im Jahr 1932 – der amtierende Paul von Hindenburg wurde von Adolf Hitler herausgefordert – entwarf Franz Paul Glass ein Plakat, das zur Wahl Hindenburgs aufforderte; das Plakat wurde nicht anonym veröffentlicht, sondern Glass signierte es mit seiner einzigartigen und markanten Signatur in der rechten oberen Ecke. „Zu Hindenburgs Füßen befindet sich Hitler als Witzfigur, deutlich charakterisiert durch den Seitenscheitel und Schnurrbart sowie die SA-Uniform. Die gnomenhafte, in Gelb gehaltene Gestalt hat die Hände – um Aufmerksamkeit heischend – in die Höhe gestreckt, um das in der Sprechblase in Kurrentschrift zu Lesende, dass er 'doch viel stärker' als Hindenburg sei – zu verdeutlichen.“

## Werke (Gemälde, Grafik, Illustrationen: Auswahl)
- Die Oper, Gouache / Alte Hausmusik, Gouache auf Papier, Plakatentwurf für das XIII. Deutsche Sänger-Bundesfest, München 1912: München, Städtische Galerie.
- August / Badegondel / Quellensee, Farbzeichnungen, Ölkreide: Münchner Jahresausstellung 1919, kgl. Glaspalast (Secession), Nr. 1427–29.
- Quellnymphe, Ölgemälde; Prater / Eislauf / Opium, Radierungen: Münchner Kunstausstellung 1923, Glaspalast (Freie Kunstausstellung), Nr. 2487–90.
- Textillustrationen zu Marionettentheater von Carl Niessen:, in: Velhagen & Klasings Monatshefte, 42. Jg., 1927/28, Bd. 1, S. 29 und folgende.
- Junge Frau vor Spiegel („Lilian Harvey“), Ölgemälde, 1930er Jahre, Privatsammlung Deutschland.
- Familienkonzert, Ölgemälde, 1941 (Kunsthandel 2000).
- Bildnis eines jungen Mädchens mit Blumen, Öl auf Holz, 1942 (Kunsthandel).
- Stilleben – Blumen in Vase und Teller auf einem Tisch, 1944 (Kunsthandel 2010).
- Stilleben mit Blumen in chinesischer Vase, 1946 (Kunsthandel).

## Schriften
Glass entwarf typographische Zierstücke sowie mehrere nach ihm benannte Schriften, die noch heute Verwendung finden.
- 1912: Glass antiqua, Glass Antiqua fett[10]
- 1913: Glass Kursiv, Glass antiqua halbfett, Glass antiqua schraffiert[10]